# Just a Kiss (2002)
Just a Kiss ist eine US-amerikanische Filmkomödie aus dem Jahr 2002. Regie führte Fisher Stevens, das Drehbuch schrieb Patrick Breen anhand des eigenen Theaterstücks.

## Handlung
Dag ist ein erfolgreicher Regisseur von Fernsehwerbung, der sein Haus mit seiner Freundin Halley teilt. Dag hat jedoch einen schweren Fall von Herumtreiberei und lässt sich auf häufige Seitensprünge mit anderen Frauen ein. Halley versucht, bei Dags Untreue ein Auge zuzudrücken, aber als sie entdeckt, dass er einen One-Night-Stand mit Rebecca hatte, einer schönen, aber gestörten modernen Tänzerin, die mit Dags engem Freund Peter zusammen ist, entscheidet sie, dass die Dinge zu weit gegangen sind. Es wird noch schlimmer, als sie auf ihrem Anrufbeantworter eine Nachricht für Dag von einer anderen Frau hört, die sich mit ihm treffen will. Halley gibt Dag seine Geh-Papiere, und bald macht sie die Bekanntschaft von Andre, einem sehr gut aussehenden und wohl erzogenen klassischen Musiker. Andre ist jedoch mit Colleen verheiratet, einer Frau mit exotischen sexuellen Vorlieben, die Peter, der nun plötzlich ohne Freundin ist, auf einem Flug kennenlernt. Peter und Colleen haben im Flugzeug auf der Toilette Sex. Kurz bevor das Flugzeug landet, tätigt Peter einen Handyanruf, der den Kontrollturm stört und das Flugzeug zum Absturz bringt. Das Flugzeug zerbricht in zwei Hälften und alle in der ersten Klasse bleiben am Leben, da sie nur wenige Meter vom Eingangstor entfernt landen. Alle in der Touristensektion sind bis zur Unkenntlichkeit verbrannt. Ein Krankenwagen überfährt Colleen und tötet sie. In der Zwischenzeit erregt Peters sehr wütende Konfrontation mit Dag die Aufmerksamkeit von Paula, einer mysteriösen, aber sehr sexy Frau, die ein ausgesprochen fleischliches Interesse an Peter hat. Obwohl sie sich zunächst mit Dag einlässt – sie verletzt und tötet ihn schließlich. Als er sie zurückweist und um Rebecca trauert, schmiedet Paula einen Plan, um ihn als Nächstes zu töten. Andre, Peter und Rebecca trauern um ihre Liebhaber. Doch als Paula sich ihren Weg durch Peters Freundeskreis bahnt, nehmen die Ereignisse eine seltsame Wendung, denn ihre neuen Bekannten beginnen in großer Zahl zu sterben.

## Kritiken
Roger Ebert schrieb in der Chicago Sun-Times vom 18. Oktober 2002, die Geschichte funktioniere nicht, der Film vermische zahlreiche Stile, wofür es eigentlich keinen offenkundigen Grund gebe. Die Charaktere seien zweidimensional dargestellt – in einer Weise, die allenfalls in „Roger-Rabbit-Filmen“ funktionieren könnte.

## Auszeichnungen
Fisher Stevens gewann im Jahr 2002 einen Preis des portugiesischen Festival Internacional de Cinema de Tróia (Festróia). Er wurde 2002 für den US-amerikanischen Gotham Award nominiert.

## Hintergründe
Der Film wurde in New York City gedreht. Seine Weltpremiere fand am 15. Juni 2002 auf dem Seattle International Film Festival statt. Am 27. September 2002 kam er in die ausgewählten Kinos der USA, in denen er ca. 64.000 US-Dollar einspielte.